# Parque Nacional das Florestas de Cantanhez
Parque Nacional das Florestas de Cantanhez (Cantanhez-skogarnas nationalpark) är en nationalpark i Guinea-Bissau. Den ligger i regionen Tombali, i den södra delen av landet, 100 km sydost om huvudstaden Bissau. Nationalparken ligger 10 meter över havet.
Liksom alla andra naturskyddade områden i landet är nationalparken underställd den offentliga organisationen Instituto da Biodiversidade e das Áreas Protegidas (IBAP).
Nationalparken, som även är känd som Matas de Cantanhez, (portugisiska för Cantanhez-skogarna), är en av regnskogarna i Guinea-Bissau. Nationalparken är över 1 067 km² stor och ligger i ett mycket regnrikt område med en genomsnittlig nederbörd mellan 2500 och 3000 mm per år.

## Läge
Cantanhez-skogarnas nationalpark ligger i regionen Tombali i landets sydvästra del, och dess östra gräns är i några kilometer en del av landets gräns mot grannlandet Guinea-Conakry. Nationalparken ligger 258 kilometer söder om huvudstaden Bissau.
Nationalparken är drygt 1 067,67 km² (106.767 ha) stor och ligger i ett område som omfattas av de tre förvaltningssektorerna Bedanda, Cacine och  Quebo.

## Historia
Guinea-Bissaus regering fastställde 1980 för första gången att området Matas de Cantanhez skulle ha status som skyddad skog.
Regeringen gav 2004 det nyinrättade Instituto da Biodiversidade e das Áreas Protegidas (IBAP) i uppdrag att förvalta de naturskyddade områdena i Guinea-Bissau. 
År 2007 blev naturskyddsområdet Cantanhez naturreservat med namnet Parque Natural de Cantanhez infört i föreskrifterna för IBAP. 2011 blev området nationalpark.
Med en ny lag, (Lei das Áreas Protegidas e as Regras de Gestão, offentliggjord i Boletim Oficial Nr. 9 under referensen Decreto-lei Nº 5-A/2011) blev 2011 områdets nationalparkstatus fastställd i lagen.

## Invånare
I nationalparken område bor cirka 20 000 personer, fördelade på 13 större byar (Tabancas). De tillhör de 6 etniska grupperna balanta, nalu, tanda, fulani (fulbe), djalanca och susso, som ofta har anknytning till besläktade folkgrupper i närbelägna Guinea, liksom med de boskapsskötande fulbe från Fouta Djallon, skogsbönderna från susso, eller balanta, som bor utspridda i regionen och odlar naturligt bevattnat ris.

## Flora
Nationalparken kännetecknas framför allt av regnskogar och  mangroveskogar. Här finns den som Pau mizeria kända Anisophyllea laurina (från familjen Anisophylleaceae), Mampataz (Parinari excelsa från familjen Chrysobalanaceae), Pau veludo (Dialium guineense från familjen ärtväxter), Tagara-trädet (Alstonia congensis från familjen oleanderväxter),  Faroba de lala (Albizia gummifera som tillhör albiziasläktet) och ett antal palmer, däribland oljepalm.

## Fauna

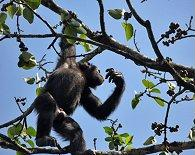
Schimpans i skogen.

En mängd däggdjur, fåglar, reptiler, fiskar och insekter finns i nationalparken. Det finns över 30 olika däggdjur och cirka 40 fiskarter. Av betydelse är också de utpräglade sju djurkorridorerna, varav två gränsöverskridande och två med förbindelse med Parque Natural das Lagoas de Cufada och den framtida nationalparken Dulombi, d.v.s. det nutida Complexo Dulombi, Boé e Tchetche. Några av de rödlistade djurarterna finns genom dessa korridorer åter i Cantanhez nationalpark, däribland afrikansk elefant.
Det mest kända däggdjuret i Cantanhez-skogens nationalpark är schimpans, (Pan troglodytes). År 2011 fanns här 287 bon, varav de flesta (92 %), hade uppförts i oljepalmerna.
Till däggdjuren hör också afrikansk buffel, hästantilop, Colobus polykomos (en colobusapa), vårtsvin, olika sorters dykarantiloper och olika primater som röd babian och langurarter. Bland fåglarna finns det också en stor mångfald arter och individer, däribland ett stort antal flyttfåglar. En av de största fåglarna i nationalparken är pelikanen.

## Terräng
Terrängen runt Cantanhez-skogens nationalpark är mycket platt. Runt Cantanhez-skogens nationalpark är det ganska glesbefolkat, med 21 invånare per kvadratkilometer. Närmaste större samhälle är Quebo, 17,8 km nordost om Cantanhez-skogens nationalpark. Trakten runt nationalparken består huvudsakligen av våtmarker.